# Ammiragliati olandesi
La Repubblica delle Sette Province Unite ebbe cinque ammiragliati:
- Ammiragliato di Amsterdam (Admiraliteit van Amsterdam), 1586-1795
- Ammiragliato di Frisia  (Admiraliteit van Friesland), 1596-1795
- Ammiragliato della Mosa (Admiraliteit op de Maeze), anche detto Ammiragliato di Rotterdam (Admiraliteit van Rotterdam), 1574-1795
- Ammiragliato del Quartiere del Nord (Admiraliteit van het Noorderkwartier), o Ammiragliato di Vestfrisia (Admiraliteit van Westfriesland), 1589-1795
- Ammiragliato della Zelanda (Admiraliteit van Zeeland), 1574-1795